# Византийский неоплатонизм
Византийский неоплатонизм — позднеантичная и раннесредневековая разновидность неоплатонизма, который был осмыслен в Византии через "призму христианского мировидения". К характерным представителям византийского неоплатонизма относят Дионисия Ареопагита, Максима Исповедника, Филиппа Пустынника, Григория Паламу и Геннадия Схолария. Особое место в традиции византийского неоплатонизма занимает идея небесной иерархии. По одним оценкам, византийский неоплатонизм занимал центральное место в византийской философии, однако ему противостояли такие направления как византийский аристотелизм и антивизантийский (проторенессанскный) неоплатонизм. По другим, он противостоял и занимал подчиненное положение по отношению к философии Отцов Церкви IV века (Афанасий Александрийский, великие каппадокийцы), которые выработали оригинальные идеи теизма, персонализма, онтологическиого дуализма и креационизма. В свою очередь византийский неоплатонизм являлся составной частью христианского неоплатонизма. 
Существует мнение о сильном влиянии византийского неоплатонизма на развитие древнерусской книжности и славянской философской терминологии (вещь как материя).